# Yau Tsim Mong
Yau Tsim Mong (油尖旺) est un des dix-huit districts de Hong Kong. 
Situé dans le sud-ouest sur de la péninsule de Kowloon, en face de l'île de Hong Kong, il est né de la fusion en 1994 de deux autres districts, Yau Ma Tei,  Tsim Sha Tsui et Mong Kok, ce dernier comprenant, entre autres, le quartier de Mong Kok qui se trouve aujourd'hui dans le nord du district. 
Les densités de construction y sont très fortes. Dans le quartier de Mong Kok, la densité de population dépasse les 100 000 hab/km2. 
Depuis la fin des années 1990, les restrictions à la construction de gratte-ciel ont été affaiblies, et des tours de grande hauteur ont été construites, en partie sur des terrains gagnés sur la mer. À cet égard, Union Square, un important projet immobilier réalisé dans le sud-ouest du district revêt une importance particulière, il comprend certains des plus hauts gratte-ciel de Hong Kong.
La gare de West Kowloon qui constitue un des termini de la LGV Canton – Shenzhen – Hong Kong se situe dans ce district.